# Lorena Ortiz
Lorena Ortiz (ur. 18 lipca 1988) – ekwadorska lekkoatletka specjalizująca się w skoku o tyczce. Wielokrotna mistrzyni kraju

## Rekordy życiowe
- skok o tyczce – 3,35 (2005 & 2008) były rekord Ekwadoru[2]